# Ellyes Skhiri
Ellyes Joris Skhiri, född 10 maj 1995, är en tunisisk fotbollsspelare som spelar för Eintracht Frankfurt.

## Klubbkarriär
Den 29 juli 2019 värvades Skhiri av 1. FC Köln, där han skrev på ett fyraårskontrakt. Den 5 juli 2023 värvades Skhiri av Eintracht Frankfurt, där han skrev på ett fyraårskontrakt.

## Landslagskarriär
Skhiri debuterade för Tunisiens landslag den 23 mars 2018 i en 1–0-vinst över Iran. I juni 2018 blev han uttagen i Tunisiens trupp till fotbolls-VM 2018.